# يان وينشستر
يان وينشستر (بالإنجليزية: Ian Winchester) هو منافس ألعاب قوى نيوزيلندي، ولد في 27 مايو 1973.

## وصلات خارجية
- يان وينشستر على موقع الاتحاد الدولي لألعاب القوى (الإنجليزية)
- يان وينشستر على موقع أوليمبيديا (الإنجليزية)
- يان وينشستر على موقع اتحاد ألعاب الكومنولث (مؤرشف) (الإنجليزية)